# Hawes and Curtis
Hawes and Curtis je britská módní značka, jejíž oblečení se vyznačuje tradičním britským stylem.

## Historie
Hawes and Curtis byl založen roku 1913 pány Ralphem Hawesem a Freddie Curtisem. První obchod byl otevřen v Jermyn Street v Londýně. Počátky společnosti jsou spojeny s patronací Prince z Walesu, který byl velkým příznivcem značky a jejím stálým zákazníkem. Tato neformální patronace přinesla firmě oblibu u královské rodiny a dalších významných osob a stala se tak zosobněním vkusu gentlemana z řad aristokracie. Mezi dalšími významnými zákazníky byly Hrabě Mountbatten z Burmy a Vévoda z Windsoru, dříve král Eduard VIII., jehož věhlas jako módní ikona své doby přinesl značce další slávu.

### Současnost
Během několika desetiletí se firma rozrostla a dnes má po celé Velké Británii 30 obchodů. Společnost stále nabízí tradiční britský módní styl, díky kterému získala svou oblibu. Přestože dříve bylo zboží dostupné pro velký zájem a omezenou produkci pouze aristokracii, je dnes k dispozici i veřejnosti.